# Fredrik III av Hessen-Kassel
Fredrik III, lantgreve av Hessen-Kassel, född 11 september 1747, död 20 maj 1837. Son till Fredrik II av Hessen-Kassel och Maria av Storbritannien.
Han gifte sig 1787 i Biebrich med prinsessan Caroline av Nassau-Usingen (1762–1823), en arvtagerska till en familj som utslocknade på den manliga linjen. I hennes arv ingick slottet Rumpenheim som blev släktens huvudsäte.

## Barn
1. Wilhelm av Hessen-Kassel, 1787–1867
2. Marie, 1796-1880, gift med Storhertig Georg av Mecklenburg-Strelitz (1779-1860)
3. Augusta 1797–1889, gift med Adolf, hertig av Cambridge, prins av Storbritannien (1774–1850)